# ロボディーズ -RoboDz- 風雲篇
『ロボディーズ -RoboDz- 風雲篇』（ロボディーズ ふううんへん）は、2008年6月2日から11月24日にかけてトゥーン・ディズニーで放送された東映アニメーションとウォルト・ディズニー・テレビジョン・インターナショナル ジャパン共同製作のテレビアニメ。全26話。

## 概要
本作は3DCGアニメで制作されている。また番組末期はテレビ東京系列で放送された『スティッチ!』とわずかながら2作同時でディズニーの日本独自のシリーズが放送されたという異例の事態となった。

## ストーリー
宇宙征服を企む宇宙人、バッドル軍団が地球を狙う。

## 登場人物
- ネジマル：伊倉一恵
- ソンブレノスケ：竹本英史
- ドラムカンベエ：置鮎龍太郎
- バッドル隊長：子安武人
- 部下A：松本保典
- 部下B：高木渉
- 長老：岩崎ひろし
- エカチェリーナ：安西英美
- チャールズ：藤本たかひろ
- ロドリゲス：高塚正也
- Jr.：小松里歌
- エステル：川田妙子
- ボスクラゲ：たてかべ和也
- ネクロン：石田彰

## スタッフ
- シリーズ監督：西尾大介
- シリーズ構成：細井能道
- キャラクターデザイン：宮原直樹
- CG監督：西川和宏
- プロデューサー：池澤良幸（東映アニメーション）、林美千代（ウォルト・ディズニー・テレビジョン・インターナショナル ジャパン）

## イメージソング
「イマイケサンバ」（ソニー・ミュージックエンタテインメント）
作詞：ヤス一番、CRYSTAL BOY、HIDDEN FISH、ノリ・ダ・ファンキーシビレサス / 作曲：DJ MITSU / 歌：nobodyknows+

## サブタイトル
| 話数 | サブタイトル | 脚本     | 演出              | 放送日        |
| ---- | ------------ | -------- | ----------------- | ------------- |
| 1    | 序之巻       | 細井能道 | 西尾大介          | 2008年 6月2日 |
| 2    | 撃之巻       | 細井能道 | 西尾大介          | 6月9日        |
| 3    | 奮之巻       | 細井能道 | 宮原直樹          | 6月16日       |
| 4    | 技之巻       | 細井能道 | 宮原直樹          | 6月23日       |
| 5    | 耐之巻       | 高橋郁子 | 芝田浩樹          | 6月30日       |
| 6    | 凹之巻       | 山田健一 | 芝田浩樹          | 7月7日        |
| 7    | (秘)之巻     | 高橋郁子 | 芝田浩樹          | 7月14日       |
| 8    | 援之巻       | 高橋郁子 | 門田英彦          | 7月21日       |
| 9    | 闘之巻       | 山田健一 | 門田英彦          | 7月28日       |
| 10   | 誰之巻       | 高橋郁子 | 伊藤尚往          | 8月4日        |
| 11   | 策之巻       | 山田健一 | 芝田浩樹          | 8月11日       |
| 12   | 師之巻       | 山田健一 | 宮原直樹          | 8月18日       |
| 13   | 飛之巻       | 山田健一 | 羽多野浩平        | 8月25日       |
| 14   | 隠之巻       | 村山功   | 伊藤尚往          | 9月1日        |
| 15   | 録之巻       | 村山功   | 芝田浩樹          | 9月8日        |
| 16   | 撮之巻       | 村山功   | 宮原直樹          | 9月15日       |
| 17   | 巨之巻       | 村山功   | 伊藤尚往          | 9月22日       |
| 18   | 侵之巻       | 細井能道 | 宮原直樹          | 9月29日       |
| 19   | 攻之巻       | 細井能道 | 西尾大介 宮原直樹 | 10月6日       |
| 20   | 止之巻       | 村山功   | 芝田浩樹          | 10月13日      |
| 21   | 疾之巻       | 村山功   | 西尾大介 座古明史 | 10月20日      |
| 22   | 破之巻       | 村山功   | 伊藤尚往          | 10月27日      |
| 23   | 動之巻       | 細井能道 | 芝田浩樹          | 11月3日       |
| 24   | 剛之巻       | 村山功   | 宮原直樹          | 11月10日      |
| 25   | 猛之巻       | 村山功   | 宮原直樹          | 11月17日      |
| 26   | 勇之巻       | 細井能道 | 西尾大介          | 11月24日      |